# Liste der Naturdenkmale in Deißlingen
| Naturdenkmale | Anzahl |
| ------------- | ------ |
| FND           | 2      |
| END           | 3      |
| Gesamt        | 5      |

Die Liste der Naturdenkmale in Deißlingen nennt die verordneten Naturdenkmale (ND) der im baden-württembergischen Landkreis Rottweil liegenden Gemeinde Deißlingen. Dort gibt es insgesamt fünf als Naturdenkmal geschützte Objekte, davon zwei flächenhafte Naturdenkmale (FND) und drei Einzelgebilde-Naturdenkmale (END).
Stand: 31. Oktober 2016.

## Flächenhafte Naturdenkmale (FND)
| Name                     | Bild | Kennung     | Einzelheiten | Position | Fläche Hektar | Datum         |
| ------------------------ | ---- | ----------- | ------------ | -------- | ------------- | ------------- |
| "Lache"                  | BW   | 83250720008 | Deißlingen   | ⊙        | 3,0           | 15. März 1983 |
| "Weiden"                 | BW   | 83250720009 | Deißlingen   | ⊙        | 3,1           | 15. März 1983 |
| Legende für Naturdenkmal |      |             |              |          |               |               |

## Einzelgebilde (END)
| Name                     | Bild | Kennung     | Einzelheiten | Position | Fläche Hektar | Datum        |
| ------------------------ | ---- | ----------- | ------------ | -------- | ------------- | ------------ |
| 1 Linde                  | BW   | 83250720003 | Deißlingen   | ⊙        | 0,0           | 6. Aug. 1982 |
| 1 (3-"Gipfelfichte")     | BW   | 83250720004 | Deißlingen   | ⊙        | 0,0           | 6. Aug. 1982 |
| 4 Linden                 | BW   | 83250720006 | Deißlingen   | ⊙        | 0,0           | 6. Aug. 1982 |
| Legende für Naturdenkmal |      |             |              |          |               |              |